# Châtres-sur-Cher
Châtres-sur-Cher település Franciaországban, Loir-et-Cher megyében. Lakosainak száma 1134 fő (2022. január 1.). Châtres-sur-Cher Thénioux, La Ferté-Imbault, Langon-sur-Cher, Maray, Mennetou-sur-Cher, Selles-Saint-Denis és Theillay községekkel határos.

## Népesség
A település népességének változása:
| Lakosok száma | 1059 | 1110 | 1074 | 1069 | 1110 | 1104 | 1097 | 1106 | 1110 | 1134 |
|               | 1968 | 1982 | 1990 | 2006 | 2013 | 2015 | 2017 | 2019 | 2020 | 2022 |